# Цыбинка
Цыбинка (пол. Cybinka), до 1945 г. Цибинген (нем. Ziebingen) — город в Польше, входит в Любушское воеводство, Слубицкий повят. Имеет статус городско-сельской гмины. Занимает площадь 5,32 км². Население — 2655 человек (на 2004 год).